# Knin
Knin (Italiaans: Tenin; Latijn: Tininum; Servisch: Книн) is een oude stad in de provincie Šibenik-Knin in het zuidwesten van Kroatië, vlak bij de bron van de rivier Krka. De stad heeft ongeveer 15 000 inwoners. In 2001 waren hiervan 77 procent Kroaten en 21 procent Serven. Voor de etnische conflicten in het voormalig Joegoslavië was 79 procent van de inwoners Servisch. Tijdens Operatie Storm werden de meesten verjaagd, daarna vormden Kroaten de meerderheid. De stad is in de geschiedenis vooral bekend geworden als hoofdstad van de middeleeuwse staat Kroatië en als hoofdstad van de facto onafhankelijke Republiek van Servisch Krajina in de jaren 1990.

## Geboren
- Ilija Petković (1945-2020), Servisch voetballer en voetbalcoach
- Darko Bjedov (1989), Servisch voetballer
- Milos Degenek (1994), Australisch voetballer

## Galerij

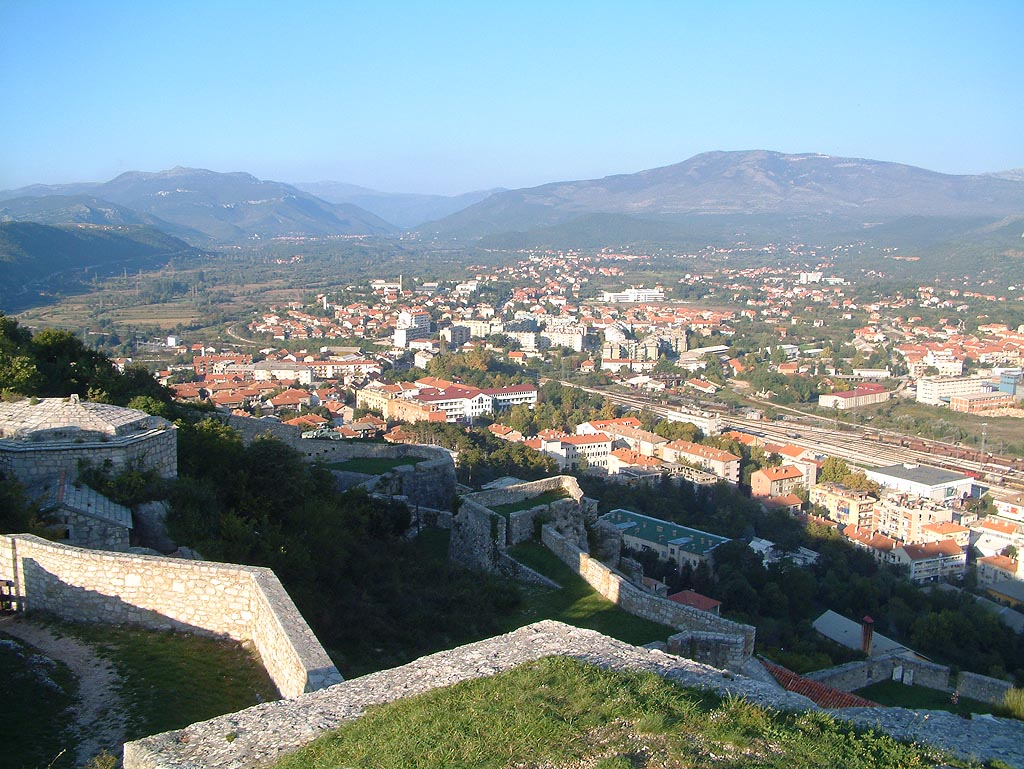
Knin

Steden (gradovi): Šibenik · Drniš · Knin · Skradin · Vodice

Gemeenten (općine): Bilice · Biskupija · Civljane · Ervenik · Kijevo · Kistanje · Murter-Kornati · Pirovac · Primošten · Promina · Rogoznica · Ružić · Tisno · Tribunj · Unešić